# Csaba Gy. Kiss
Csaba Gy. Kiss (2. dubna 1945 Budapešť – 23. července 2025) byl maďarský kulturní a literární historik zabývající se střední Evropou, univerzitní profesor a doktor Maďarské akademie věd. Nositel Széchenyiho ceny. Jeden ze zakladatelů Maďarského demokratického fóra v roce 1987.
V roce 1968 získal diplom na budapešťské univerzitě ELTE v oborech maďarština–němčina. V letech 1974–1980 byl redaktorem časopisu Nagyvilág, 1988–1992 spolupracoval s časopisem Hitel. V roce 1995 se stal docentem filozofické fakulty ELTE, kde dlouhodobě vyučoval.
Působil rovněž na Záhřebské univerzitě (1999–2004), Univerzitě Konstantina Filozofa v Nitře (2005–2007), Univerzitě Karlově (2007–2010) a na Varšavské univerzitě (2011–2018).
Psal studie, eseje, články o střední Evropě, o středoevropských literaturách a společenských a kulturních vztazích. Mluvil maďarsky, německy, polsky, francouzsky, slovensky a chorvatsky.
V roce 1987 patřil mezi zakladatele Maďarského demokratického fóra. V roce 1993 vystoupil z této politické strany.